# 1866 au Nouveau-Brunswick
Chronologie du Nouveau-Brunswick
- 1862
- 1863
- 1864
- 1865
- 1866
- 1867
- 1868
- 1869
- 1870

Cette page concerne des événements d'actualité qui se sont produits durant l'année 1866 dans la colonie du Nouveau-Brunswick.

## Événements
- Aaron Alward succède à Isaac Woodward au poste du maire de Saint-Jean.
- Avril : raid sur l'Île Campobello.
- 14 avril : Peter Mitchell  succède à Albert James Smith comme premier ministre du Nouveau-Brunswick.
- Mai et juin : 21e élection générale néo-brunswickoise.
- 30 septembre : Arthur Hamilton-Gordon quitte ses fonctions de lieutenant-gouverneur du Nouveau-Brunswick.

## Naissances
- 9 janvier : George Burpee Jones, député, ministre et sénateur.
- 23 avril : Édouard-H. Léger, député.
- 1er septembre : Clifford William Robinson, premier ministre du Nouveau-Brunswick.
- 25 octobre : Robert Watson Grimmer, député.